# Mohamed El Hassan Ould Dedew
 (novembre 2024).
Mohamed El Hassan Ould Dedew Al-Shanqeeti (arabe : محمد الحسن بن الددو الشنقيطي), né le 31 octobre 1963 à Boutilimit (Mauritanie), est un cheikh musulman sunnite, ouléma et khâtib  (prédicateur).

## Biographie
Selon Younes Yohan Van Praet, Mohamed El Hassan Ould Dedew mémorise l’entièreté du Coran à l'âge de 5 ans. Par la suite, il maîtrise le Coran sous ses dix variantes et il mémorise les recueils de hadîths prophétiques. Il termine premier dans des compétitions organisées par l’Institut supérieur d’études et de recherches islamiques (ISERI).
Proche du parti du Rassemblement national pour la réforme et le développement (Tawassoul), il est emprisonné à plusieurs reprises sous la présidence de Maaouiya Ould Sid'Ahmed Taya.
Il fonde en 2007 le « Centre de Formation des Oulémas ». Le Centre est interdit par les autorités mauritaniennes en 2018. Il dirige également[Quand ?] l’Université ‘Abd Allâh bin Yâsîn de Nouakchott, où il enseigne,,,.
Selon Zeinab Filali, Mohamed El Hassan Ould Dedew encouragerait les musulmans à boycotter les marchandises provenant de la France et selon Marianne il se signalerait également sur les réseaux sociaux par des « nombreuses diatribes antisémites ». Il est proche de la confrérie des Frères musulmans.